# Uroš Marović
Uroš Marović (Belgrado, 4 juli 1946) is een Joegoslavisch oud-waterpolospeler.
Marović nam als waterpoloër driemaal deel aan de Olympische Spelen van 1968, 1972 en 1976. Hij eindigde met het Joegoslavisch team de eerste en (tweemaal) vijfde een plaats.
In de competitie kwam Marović uit voor Partizan, Belgrado.
Ozren Bonačić · 
Dejan Dabović · 
Zdravko Hebel · 
Zoran Janković · 
Ronald Lopatni · 
Uroš Marović · 
Đorđe Perišić · 
Miroslav Poljak · 
Mirko Sandić · 
Karlo Stipanić · 
Ivo Trumbić
Dušan Antunović · 
Siniša Belamarić · 
Ozren Bonačić · 
Zoran Janković · 
Miloš Marković · 
Uroš Marović · 
Ronald Lopatni · 
Đorđe Perišić · 
Ratko Rudić · 
Mirko Sandić · 
Karlo Stipanić
Dušan Antunović · 
Siniša Belamarić · 
Ozren Bonačić · 
Dejan Dabović · 
Zoran Kačić · 
Boško Lozica · 
Predrag Manojlović · 
Miloš Marković · 
Uroš Marović · 
Damir Polič · 
Ðuro Savinović